# Henryk Długosz
Henryk Długosz (ur. 26 marca 1961 w Drugni) – polski polityk, mechanik, poseł na Sejm III i IV kadencji.

## Życiorys
Uczęszczał do technikum mechanicznego. W 1989 ukończył zaoczne studia na Wydziale Mechanicznym Politechniki Świętokrzyskiej w Kielcach. Od 1986 zajmował kierownicze stanowiska w przedsiębiorstwach. W 1997 zajmował stanowisko przewodniczącego rady głównej Staropolskiej Izby Przemysłowo-Handlowej.
Działał w Polskiej Zjednoczonej Partii Robotniczej. W latach 1990–1999 był członkiem Socjaldemokracji Rzeczypospolitej Polskiej, a w latach 1999–2003 Sojuszu Lewicy Demokratycznej (m.in. przewodniczył radzie wojewódzkiej SLD w Kielcach od 2001 do 2003). W 1994 sprawował funkcję wicewojewody kieleckiego.
Od 1997 do 2005 był posłem wybieranym w okręgach kieleckich: nr 18 i nr 33 z list SLD. Zasiadał w Komisji Skarbu Państwa, Uwłaszczenia i Prywatyzacji. Od 1998 do 2001 był także radnym sejmiku świętokrzyskiego i jego przewodniczącym. W październiku 2003 wystąpił z SLD. 10 lat później został ponownie przyjęty do jednego z kieleckich kół tej partii, jednak decyzję tę uchylił miejski zarząd Sojuszu.
24 stycznia 2005 Sąd Okręgowy w Kielcach skazał go na karę 2 lata pozbawienia wolności za udział w tzw. aferze starachowickiej. 16 listopada 2005 Sąd Apelacyjny w Krakowie podtrzymał wyrok sądu okręgowego, redukując karę do 1,5 roku. We wrześniu 2007 uzyskał warunkowe przedterminowe zwolnienie po odbyciu ponad połowy kary.